# Катедра по български език и литература, Истанбулски университет
Катедрата по български език и литература на Филологическия факултет към Истанбулския университет е създадена през 2008 година.
За 3 години от своето съществуване в нея няма нито студенти, нито преподаватели. В същото време в университета има катедри на македонски и руски език. Желание за развитие на катедрата има деканът на Филологическия факултет - Коркут Туна, който има български корени, неговият дядо е от видинския край. Според турското законодателство, за да заработи официално се изискват поне трима преподаватели с турско гражданство. Към този момент български език в Турция се изучава само в столицата Анкара, където също има Катедра по български език и литература, създадена през 1991 година.